# Seneghe
Seneghe – miejscowość i gmina we Włoszech, w regionie Sardynia, w prowincji Oristano.
Według danych na rok 2004 gminę zamieszkiwały 1972 osoby, 34,6 os./km². Graniczy z Bonarcado, Cuglieri, Milis, Narbolia i Santu Lussurgiu.